# Ranunculus boreoapenninus
Ranunculus boreoapenninus är en ranunkelväxtart som beskrevs av S. Pignatti. Ranunculus boreoapenninus ingår i släktet ranunkler, och familjen ranunkelväxter. Inga underarter finns listade i Catalogue of Life.